# Oceania Continent Handball Federation
Die Oceania Continent Handball Federation (kurz OCHF; deutsch „Ozeanische Kontinentale Handball-Föderation“) ist der Dachverband für den Handball in Ozeanien und einer von fünf Kontinentalverbänden der Internationalen Handballföderation (IHF). Die OCHF wurde 2011 anstelle des Vorgängerverbandes OHF in die IHF aufgenommen. Ozeanien stellte von 1999 bis 2013 mit Ausnahme der WM 2001 einen Teilnehmer bei den Weltmeisterschaften; bislang war dies stets Australien. Der ozeanische Verband führte neben seiner Kontinentalmeisterschaft zeitweise eine separate WM-Qualifikation durch. Dies war nötig, da die beiden assoziierten Mitglieder Tahiti und Neukaledonien nicht Mitglied der IHF sind und daher sich nicht für die WM qualifizieren können. Beide Turniere wurden jedoch in der Regel in direkter Folge nacheinander am gleichen Ort ausgetragen. Die OHF war damit der einzige Kontinentalverband, dessen Kontinentalmeister sich nicht direkt für die Weltmeisterschaft qualifizierte. Seitdem die OCHF die Organisation übernommen hat, ist die Kontinentalmeisterschaft auch wieder identisch mit der WM-Qualifikation. An der Meisterschaft 2012 nahmen jedoch mit Australien und Neuseeland nur zwei Mannschaften teil.

## Mitgliedsverbände
| ASA                                 | Amerikanisch-Samoa                 | American Samoa Handball Association                                  |
| AUS                                 | Australien                         | Australian Handball Federation                                       |
| COK                                 | Cookinseln                         | Cook Islands Handball Association                                    |
| FJI                                 | Fidschi                            | Fiji Islands Handball Federation                                     |
| GUM                                 | Guam                               | Guam Handball Association                                            |
| KIR                                 | Kiribati                           | Kiribati Handball Association                                        |
| MHL                                 | Marshallinseln                     | Marshall Islands Handball Federation                                 |
| FSM                                 | Föderierte Staaten von Mikronesien | Federated States of Micronesia Handball Federation                   |
| NRU                                 | Nauru                              | Nauru Handball Association                                           |
| NZL                                 | Neuseeland                         | New Zealand Handball Federation                                      |
| PLW                                 | Palau                              | Palau Handball Federation                                            |
| PNG                                 | Papua-Neuguinea                    | Papua New Guinea Handball Federation                                 |
| SOL                                 | Salomonen                          | Solomon Islands Handball Association                                 |
| SAM                                 | Samoa                              | Samoa Handball Federation                                            |
| TGA                                 | Tonga                              | Tonga Handball Association                                           |
| TUV                                 | Tuvalu                             | Tuvalu Handball Association                                          |
| VAN                                 | Vanuatu                            | Vanuatu Handball Association                                         |
| Assoziierte Mitglieder:             |                                    |                                                                      |
| MNP                                 | Nördliche Marianen                 | The Commonwealth of the Northern Mariana Islands Handball Federation |
| TAH                                 | Tahiti                             | Tahitian Handball Federation                                         |
| Regionales (assoziiertes) Mitglied: |                                    |                                                                      |
| NCL                                 | Neukaledonien                      | FFHB Ligue De Handball Nouvelle Caledonie                            |